# Rosema mona
Rosema mona är en fjärilsart som beskrevs av D. Jones 1921. Rosema mona ingår i släktet Rosema och familjen tandspinnare. Inga underarter finns listade.